# 三田格
三田 格（みた いたる 1961年 - ）は、日本の音楽ライター、DJ、編集者。
父は産業医科大学教授。音楽ライターの水越真紀は妻。

## 経歴
カリフォルニア生まれ。1962年に日本に帰ってきた。育ちは銀座で、魚市場の向かいにある国立がんセンターの職員宿舎。小学校は築地で同級生の親は魚河岸が多かった。いまの銀座中学（中学生くらいの頃にベトナム戦争で徴兵があったからアメリカ大使館に行って日本国籍に変えている）、東京都立日比谷高等学校を経て東京藝術大学に進学して中退。
中学のときに最初に深沢七郎『深沢ギター教室』を買った。（小説家だって知らなくて、ギターを練習しようと思って。）十代の頃はジョン・ライドンの写真が載っている雑誌は何でも買っていた。中学＝ディスコ、高校＝パンクだった。そのころはイラストレーターになりたくて『月刊プレイボーイ』に作品を持ちこんだりしていた。浪人してるときにバイトしてた本屋で上司に「お前にジャズが分かってたまるか」と言われ、「一生聴くか、そんなもん」とか思った。芸大では三木成夫に教えを受け、「この先生がとにかく形についていろんなことを考えさせてくれるんですよ」と振り返った。大学に入ってすぐに北宋社という出版社で働いた。1980年代前半、まだ二十歳そこそこの頃に編集者としてカート・ヴォネガットやフィリップ・K・ディックの研究読本をつくり、1990年頃からは音楽をメインに執筆するようになっていく。一時期、文章がまったく書けなくなり、一番好きだった種村季弘の文章を模写していた。
近所に保坂和志が住んでいて、学生時代に一緒に編集プロダクションをやっていた。当時、西武の社員で社会的に信用があることから代表は保坂だった。
1980年代後半から10年ほど、雑誌「NME」(ニュー・ミュージカル・エクスプレス)を毎週読み続け、レイヴカルチャーについて書かれた記事の見出しはいまだに全部記憶している。
2003年、イラク戦争に反対するサウンドデモに菊地成孔を呼んだ。

### 人物
- 父親が生物学者でバイオテクノロジーだったから、科学史とか科学哲学の本（チャールズ・C・ギリスピーとかジークフリード・ギーディオンとか）をかなり読んでおり『日経サイエンス』はつねに気にしていた。

- 主にハウスミュージック、テクノ、レイヴの分野について執筆活動をしている。野田努やKENGOらとともに日本テクノ黎明期からテクノ音楽批評を行っていた音楽ライター。他に文学・社会批評も行っている。

## 編集者として担当した主な本[2]
- 『あぶくの城 フィリップ・K・ディックの研究読本』北宋社 1983
- 『吾が魂のイロニー－カート・ヴォネガットJrの研究読本』北宋社 1984
- 『夕刊イトイ』糸井重里発行人 リブロポート 1984
- 『モダンホラーとUSA: スティーヴン・キングの研究読本』北宋社 1985
- 『週刊本  無共闘世代』泉麻人 朝日出版社 1985
- 『週刊本 山崎浩一ひとりマガジン 早熟のカリキュラム』山崎浩一 朝日出版社 1985
- 『週刊本 霊的衝動 : 100万人のポルノ』高杉弾 朝日出版社, 1985
- 『天才・たけしの元気が出るテレビ!!』日本テレビ放送網株式会社 1986
- 『全東京街道―東京はこう歩くと美味しい!』CANDID (編集)　光文社文庫 1986
- 『なぜなにキーワード図鑑REMIX』山崎浩一 新潮文庫 1987
- 『読書大噴火! ブックガイド'87 ホンモノ100冊、読み返しことはじめ』朝日新聞社、1987
- 『RCサクセション　遊びじゃないんだッ』マガジンハウス 1990
- 『リアルタイムズ―光速の失楽園』山崎浩一　河出書房新社 1992
- 『生卵 忌野清志郎画報』ロックンロール研究所 (編集) 河出書房新社 1995
- 『LOVE　MINUS　ZERO（アンソロジー）』内山安雄,大沢在昌,鏡明,亀和田武,北方謙三 CBSソニー出版 1985
- 『赤塚不二夫 裏1000ページ』上下 INFASパブリケーションズ 2008
- 『水木しげる 超1000ページ』上下 INFASパブリケーションズ 2009
- 『手塚治虫 エロス1000ページ』上下 INFASパブリケーションズ　2010
- 『DOMMUNE OFFICIAL GUIDE BOOK Vol.1』幻冬舎　2011
- 『ゲゲゲの娘　レレレの娘　らららの娘』水木悦子,手塚るみ子,赤塚りえ子  文藝春秋  2010
- 『ビッチの触り方』湯山玲子 飛鳥新社 2012

## 著書
- ダークサイドの憂鬱 「崩壊家庭」の社会学（宮迫千鶴との共著、1986年4月）
- テクノ バイヤーズ・ガイド selected techno discs 1983‐2003（監修、木村重樹,金田謙太郎編、2003年1月）ISBN 4309265928
- NO!!WAR （野田努、水越真紀、吉住唯、工藤キキとの共著、2003年5月）ISBN 4309242898
- Ultimate cut up music オールジャンル・コンプリート・ディスクガイド 2000-2005 総集編（監修、2005年11月）
- アンビエント・ミュージック:1969-2009（監修・編、Studio Voice編、2009年8月）
- ゼロ年代の音楽 壊れた十年（野田努、松村正人、磯部涼、二木信との共著、2010年1月）
- 裏アンビエント・ミュージック1960-2010 (STUDIO VOICE BOOKS) （監修、2010年7月)
- ゼロ年代の音楽　ビッチフォーク編（水越真紀,五所純, 磯部涼 湯山玲子との共著、野田努 三田格(編集) 2011年1月）
- TECHNO definitive (野田努との共編著、2012年11月) 、ele-king books（Pヴァイン）)、ISBN 978-4906700622
- 無縁のメディア　映画も政治も風俗も　(粉川哲夫との共著、2013年3月、ele-king books（Pヴァイン)）
- AMBIENT definitive 1958-2013 （2013年8月）
- HOUSE definitive (西村公輝との監修、2014年4月、ele-king books（Pヴァイン））
- クラブ / インディ レーベル・ガイドブック（監修、2016年3月、ele-king books（Pヴァイン））

## CD（プロデュース）
- 『赤塚不二夫トリビュート・アルバム 四十一才の春だから』
- WHY SHEEP『REAL TIMES』
- 『ライジング・ハイ・クラシックス』

## 関連サイト
- ele-king内の本人ページ